# کونیگسبرون
کونیگسبرون (به آلمانی: Königsbronn) یک شهر در آلمان است که در هایدنهایم واقع شده‌است. کونیگسبرون ۷٬۴۱۱ نفر جمعیت دارد.